# معلم بشار بزمرتن
 معلم بشار بزمرتن  هو معلم أثري تونسي مصنف من قبل المعهد الوطني للتراث يقع في ولاية قابس في الجنوب الشرقي التونسي، تحديد في مدينة معتمدية دخيلة توجان تم تصنيف المعلم في يوم 26 حانفي 2024 .

## مقالات ذات صلة
- قائمة المعالم الأثرية المصنفة في تونس